# Grabówka (gromada w powiecie częstochowskim)
Grabówka – dawna gromada, czyli najmniejsza jednostka podziału terytorialnego Polskiej Rzeczypospolitej Ludowej w latach 1954–1972.
Gromady, z gromadzkimi radami narodowymi (GRN) jako organami władzy najniższego stopnia na wsi, funkcjonowały od reformy reorganizującej administrację wiejską przeprowadzonej jesienią 1954 do momentu ich zniesienia z dniem 1 stycznia 1973, tym samym wypierając organizację gminną w latach 1954–1972.
Gromadę Grabówka z siedzibą GRN w Grabówce (obecnie w granicach Częstochowy) utworzono – jako jedną z 8759 gromad na obszarze Polski – w powiecie częstochowskim w woj. stalinogrodzkim, na mocy uchwały nr 17/54 WRN w Stalinogrodzie z dnia 5 października 1954. W skład jednostki weszły obszary dotychczasowych gromad Grabówka i Kiedrzyn ze zniesionej gminy Grabówka w tymże powiecie. Dla gromady ustalono 21 członków gromadzkiej rady narodowej.
20 grudnia 1956 województwo stalinogrodzkie przemianowano (z powrotem) na katowickie.
31 grudnia 1961 do gromady Grabówka włączono wsie Kalej, Lgota i Szarlejka z przysiółkami Nowa Szarlejka i Pańskie oraz leśniczówką Wilczy Dół ze zniesionej gromady Szarlejka w tymże powiecie
Gromada przetrwała do końca 1972 roku, czyli do kolejnej reformy gminnej.